# Kharagpur
Kharagpur è una suddivisione dell'India, classificata come municipality, di 207.984 abitanti, situata nel distretto di Midnapore Ovest, nello stato federato del Bengala Occidentale. In base al numero di abitanti la città rientra nella classe I (da 100.000 persone in su).

## Geografia fisica
La città è situata a 22° 19' 60 N e 87° 19' 60 E e ha un'altitudine di 28 m s.l.m.

## Società

### Evoluzione demografica
Al censimento del 2001 la popolazione di Kharagpur assommava a 207.984 persone, delle quali 107.506 maschi e 100.478 femmine. I bambini di età inferiore o uguale ai sei anni assommavano a 21.304, dei quali 11.357 maschi e 9.947 femmine. Infine, coloro che erano in grado di saper almeno leggere e scrivere erano 132.722, dei quali 80.516 maschi e 52.206 femmine.